# Goudi Olympic Complex
Goudi Olympic Complex er et sportscentrum i Athen, Grækenland. Det var bygget til to af sportsgrenene op til Sommer-OL 2004. Stadionet kan rumme op til 4.000 tilskuere. I dag bliver det benyttet til store teaterproduktioner, som f.eks. West Side Story og Romeo og Julie)